# José Alberto Castro
José Alberto Sáinz Castro (Ciudad de México, 31 de mayo de 1963) es un productor de telenovelas mexicanas de Televisa.

## Biografía
José Alberto Sainz Castro, "el Güero", nació 31 de mayo de 1963 en Ciudad de México, hijo de Fausto Sainz Astol y Socorro Castro Alba. 
Es hermano de Verónica Castro, la diseñadora Beatriz Castro, el también productor Fausto Gerardo Sainz y el tío del cantante Cristian Castro. Estuvo casado con la actriz Angélica Rivera con quien tiene tres hijas, Sofía, Regina y Fernanda Castro.
Comenzó su carrera junto con su hermana Verónica Castro en los años ochenta y trabajo como gerente de producción en programas de variedades como Mala noche ¡No!, ¡Aquí está! y en la telenovela Mi pequeña Soledad que ella producía.
Con el tiempo Verónica Castro le cedió su encargo y comenzó como productor ejecutivo con los programas La movida, Y Vero América ¡Va! y con la telenovela Valentina, basada en una historia de los escritores Alfonso Cremata y Salvador Ugarte.
Muy pronto realizó los programas Furia musical y En la noche, y la telenovela Acapulco, cuerpo y alma, basada en la telenovela Tú o nadie de María Zarattini. Fue uno de los productores jóvenes, que comenzaban a independizarse en ese entonces y cuyo trabajo en esa telenovela fue supervisado por Valentín Pimstein.
Después también por la iniciativa de Valentín Pimstein produjo la telenovela Sentimientos ajenos, basada en una radionovela del escritor chileno Arturo Moya Grau. La siguieron el programa La tocada y la telenovela Pueblo chico, infierno grande, una historia de época original de Javier Ruán.
Tras los cambios en Televisa en 1998 realizó la telenovela Ángela, una telenovela original escrita por Cuauhtémoc Blanco y María del Carmen Peña. En 1999 produjo la telenovela infantil Serafín, una de las telenovelas de Televisa Niños. La historia es una adaptación de la obra de Patricia Martínez Romani.
En 2001 produjo Sin pecado concebido, otra telenovela original, en esta ocasión escrita por Carlos Olmos y Enrique Serna. La telenovela obtuvo la nominación al Premio TVyNovelas como Mejor telenovela en los Premios TVyNovelas 2002.

## Trayectoria

### Productor - Telenovelas
Productor ejecutivo
- Valentina (1993-1994)
- Acapulco, cuerpo y alma (1995-1996)
- Sentimientos ajenos (1996)
- Pueblo chico, infierno grande (1997)
- Ángela (1998-1999)
- Serafín (1999)
- Sin pecado concebido (2001)
- Rubí (2004)
- Código postal (2006-2007)
- Palabra de mujer (2007-2008)
- Los exitosos Pérez (2009-2010)
- Teresa (2010-2011)
- La que no podía amar (2011-2012)
- Corona de lágrimas (2012-2023)
- La malquerida (2014)
- Pasión y poder (2015-2016)[1][2]
- Vino el amor (2016-2017)
- Por amar sin ley (2018-2019)[3]
- Médicos, línea de vida (2019-2020)[4]
- La desalmada (2021)[5]
- Cabo (2022-2023)[6]
- Tierra de esperanza (2023)[7]
- El maleficio (2023)[8]
- Las hijas de la señora García (2024-2025)[9]

Gerente de producción
- Segunda parte de Mi pequeña Soledad (1990)

### Productor - Programas de variedades
- La movida (1991)
- Y Vero América ¡Va! (1992)
- Furia musical (1993)
- En la noche (1994)
- La tocada (1996)
- Mala noche ¡No! (1988)
- ¡Aquí está! (1989)

### Productor - Película
- Serafín, la película (2001)

### Productor - Teatro
- Serafín, el musical (2000)[10]

### Productor - Documentales
- Hotel Paraíso (1997)
- Humor es... los Comediantes (¿1999-2000?)
- El tal Chou del once (2001)
- Celebremos México: Hecho en México (2005) (TV)
- Del otro lado (2006)
- Jefe de jefes (2007)

### Guionista
Original
- Médicos, línea de vida (2019)

Adaptaciones
- Serafín (1999)
- Por amar sin ley (2018-2019)

### Actor
- Jesús, María y José (1969)
- Quinceañera (1987-1988)
- La casa al final de la calle (1989)
- Una familia con suerte (2011-2012)

## Premios y nominaciones

### Premios TVyNovelas
| Año  | Categoría                | Telenovela             | Resultado |
| ---- | ------------------------ | ---------------------- | --------- |
| 1997 | Mejor telenovela         | Sentimientos ajenos    | Nominado  |
| 2002 | Mejor telenovela         | Sin pecado concebido   | Nominado  |
| 2005 | Mejor telenovela         | Rubí                   | Ganador   |
| 2011 | Mejor telenovela         | Teresa                 | Nominado  |
| 2012 | Mejor telenovela         | La que no podía amar   | Nominado  |
| 2013 | Mejor telenovela         | Corona de lágrimas     | Nominado  |
| 2016 | Mejor reparto            | Pasión y poder         | Ganador   |
| 2016 | Mejor telenovela         | Pasión y poder         | Ganador   |
| 2017 | Mejor telenovela         | Vino el amor           | Nominado  |
| 2019 | Mejor telenovela         | Por amar sin ley       | Nominado  |
| 2019 | Mejor reparto            | Por amar sin ley       | Nominado  |
| 2019 | Mejor guion o adaptación | Por amar sin ley       | Nominado  |
| 2020 | Mejor telenovela         | Por amar sin ley       | Nominado  |
| 2020 | Mejor reparto            | Por amar sin ley       | Nominado  |
| 2020 | Mejor guion o adaptación | Por amar sin ley       | Nominado  |
| 2020 | Mejor final              | Por amar sin ley       | Nominado  |
| 2020 | Mejor telenovela         | Médicos, línea de vida | Nominado  |
| 2020 | Mejor reparto            | Médicos, línea de vida | Nominado  |
| 2020 | Mejor final              | Médicos, línea de vida | Nominado  |

- Premio especial a la telenovela infantil en 2000 para Serafín.

### Premios Bravo
| Año  | Categoría                            | Telenovela     | Resultado |
| ---- | ------------------------------------ | -------------- | --------- |
| 2000 | Mejor productor de carácter infantil | Serafín        | Ganador   |
| 2016 | Mejor telenovela                     | Pasión y poder | Ganador   |

### Premios People en Español
| Año  | Categoría        | Telenovela           | Resultado |
| ---- | ---------------- | -------------------- | --------- |
| 2011 | Mejor telenovela | Teresa               | Nominada  |
| 2012 | Mejor telenovela | La que no podía amar | Ganadora  |

### TV Adicto Golden Awards
| Año  | Categoría                   | Telenovela   | Resultado |
| ---- | --------------------------- | ------------ | --------- |
| 2021 | Mejor producción            | La desalmada | Ganador   |
| 2021 | Mejor telenovela nacional   | La desalmada | Ganador   |
| 2022 | Mejores créditos de entrada | Cabo         | Ganador   |